# Arteritis obliterante
La Arteritis obliterante, también conocida como la enfermedad de Friedländer, consiste en una inflamación arterial de tipo grave que puede desarrollar tumefacción y crecimiento excesivo de las células que tapizan el vaso sanguíneo, provocando la obstrucción completa de la arteria.